# Asim Ferhatović
Asim Ferhatović Hase (Sarajevo, 24. siječnja 1933. – Sarajevo, 23. siječnja 1987.), bio je bosanskohercegovački nogometaš.

## Klupska karijera
Jedan od najboljih bosanskohercegovačkih nogometaša u povijesti. Nogometom se počeo baviti u nižerazrednom Vratniku iz Sarajeva. Potom je igrao u Sarajevu, prvo u mlađim kategorijama a zatim i u seniorskoj momčadi s kojom u sezoni 1966./67. osvaja prvenstvo Jugoslavije. U sezoni 1963./64. bio je najbolji strijelac Prvenstva Jugoslavije s postignutih 19 pogodaka. Godine 1963. otišao je nakratko u turski nogometni klub Fenerbahçe ali se vratio u rodno Sarajevo nakon samo mjesec i pol dana provedenih u Istanbulu. Za Sarajevo je odigrao oko 700 utakmica i postigao 350 pogodaka.

## Reprezentativna karijera
Za A selekciju nogometne reprezentacije Jugoslavije Ferhatović je odigrao samo jednu utakmicu i to 8. listopada 1961. godine, u Beogradu, utakmicu u kojoj je Jugoslavija pobijedila Južnu Koreju s 5:1. Za mladu i B reprezentaciju Jugoslavije Ferhatović je odigrao više od 20 utakmica.

## Priznanja

### Individualna
- Najbolji strijelac Prvenstva Jugoslavije u sezoni 1963./64. s postignutih 19 pogodaka.

### Klupska
Sarajevo
- Prvenstvo Jugoslavije (1): 1966./67.

## Zanimljivosti
- Godine 1964. sarajevski novinar i kasniji političar Stjepan Kljujić napisao je knjigu o Asimu Ferhatoviću, "Ferhatović majstor driblinga" koja je tiskana u 30.000 primjeraka što je rekord u športskim publikacijana u BiH.[3]
- Opjevan je u pjesmi "Nedjelja kad je otiš'o Hase" objavljenoj na albumu Dok čekaš sabah sa šejtanom sarajevskoga rock sastava Zabranjeno Pušenje.
- Stadion u sarajevskom kvartu Koševo po njemu danas nosi ime Stadion Asim Ferhatović Hase.[3]